# Нарбон-Пеле-Фрицлар, Жан-Франсуа де
Жан-Франсуа де Нарбон-Пеле (фр. Jean-François de Narbonne-Pelet; 31 декабря 1726, Сен-Поль-Труа-Шато — 28 января 1804, Париж), сеньор де Гранж, называвшийся графом де Нарбоном или Нарбон-Фрицларом — французский генерал.

## Биография
Второй сын Клода де Нарбон-Пеле (ум. 1755), сеньора де Моретон и де Гранж, пехотного капитана, и Мари-Мадлен де Роше. Старший брат Клод-Жозеф, именовавшийся маркизом де Нарбоном, уступил ему право старшинства, и Жан-Франсуа стал главой дома сеньоров де Моретон в Дофине, ветви рода Нарбон-Пеле.
Второй лейтенант в пехотном полку Флёри (16.12.1735).
В 1756 году участвовал в экспедиции маршала Ришельё на Менорку и взятии Порт-Маона. В следующем году в чине капитана, был главным пехотным адъютантом в Нижнерейнской армии маршала Эстре.
Полковник Французского гренадерского корпуса (10.02.1759). Отличился храбростью в ходе Семилетней войны. В 1761 году внезапной атакой принудил к сдаче батальон Британского легиона. Свой наиболее известный подвиг совершил, командуя полком королевских гренадер из тысячи французов и ирландцев, стоявшим гарнизоном во Фрицларе. Граф де Нарбон четыре дня (12—15 февраля 1761) оборонял город, сдержав наступление шести тысяч пруссаков наследного принца Брауншвейгского и дав время маршалу Брольи отступить и спасти армию, оказавшуюся под угрозой окружения, поскольку крепость прикрывала дорогу на Фульду. После кровопролитного боя 13 февраля к принцу подошло 15-тысячное подкрепление и сильная артиллерия. Город был подвергнут интенсивной бомбардировке, вызвавшей пожар и значительные разрушения. 15-го, после того как осадные орудия проделали брешь в Гейсмарских воротах, Нарбон сдался на почетную капитуляцию, и гарнизон покинул крепость. Людовик XV, желая увековечить память об этом блестящем деле, распорядился, «по примеру римских триумфаторов» прибавить к родовому имени графа название Фрицлара, 20 февраля произвел его в бригадиры и в тот же день сверхштатно назначил командором ордена Святого Людовика.
20 апреля 1768 был произведен в кампмаршалв. В 1774—1775 годах был командующим на Корсике, где вел успешные военные действия против сепаратистов, сторонников Паскуале Паоли, разгромив их в боях под Вико. Генерал-лейтенант (1.01.1784). Был командором ордена Святого Лазаря, в 1772 году стал рыцарем Большого креста ордена Святого Людовика.
В качестве генерал-лейтенанта в 1788 году сменил герцога де Клермон-Тоннера в должности командующего в Дофине. 29 марта того же года добился от Государственного совета предоставления своей сеньории Ле-Гранж-Гонтард, составлявшей один приход с общиной Ла-Гард-Адемар, статуса отдельной общины под названием Фрицлар. В качестве королевского комиссара участвовал в заседаниях Штатов Дофине, собравшихся в Романе.
19 августа 1789, в соответствии с постановлением Национальной ассамблеи, объявил населению Ле-Гранж-Гонтарда об отмене феодальных повинностей, после чего распорядился вынести из местной церкви сеньориальную скамью. Муниципальная ассамблея из уважения к своему прежнему сеньору просила его вернуть скамью и располагаться на ней, как было принято при Старом режиме.
По воспоминаниям маркизы де Ларошжаклен, в первые месяцы революции осенью 1789 года граф де Нарбон, не имевший придворной должности,  надеялся быть полезным королю в начавшихся волнениях. «Хотя и в возрасте, он обладал ловкостью юноши, каждый день занимался суровыми пешими и конными упражнениями, чтобы сохранить свою силу».
В 1790 году вышел в отставку. Эмигрировал в Савойю, затем перебрался в Кобленц и через некоторое время вернулся во Францию.

## Семья
Жена (1756, после возвращения с Менорки): Луиза-Шарлотта-Филиппина де Нарбон-Пеле де Сагла (26.12.1734—28.04.1761, Монтелимар), дочь Клода де Нарбон-Пеле, барона де Сагла, и Франсуазы-Элен де Пьер де Берни, сестры кардинала Пьера де Берни. Умерла при родах
Дети:
- дочь, ум. в возрасте около года
- Франсуа-Бернар-Раймон-Жоашен (28.04.1761, Монтелимар — 25.01.1788, Париж), виконт де Нарбон-Пеле-Фрицлар. Жена: Аделаида-Мари-Тереза Леконт де Нонан де Пьеркур (6.06.1763 — 8 термидора II года Республики / 26.07.1794, Барьер-дю-Трон, Париж), дочь Алексиса-Бернара Леконта де Нонана, маркиза де Пьеркура, и Софи д'Этамп. Гильотинирована террористами